# 물넘이

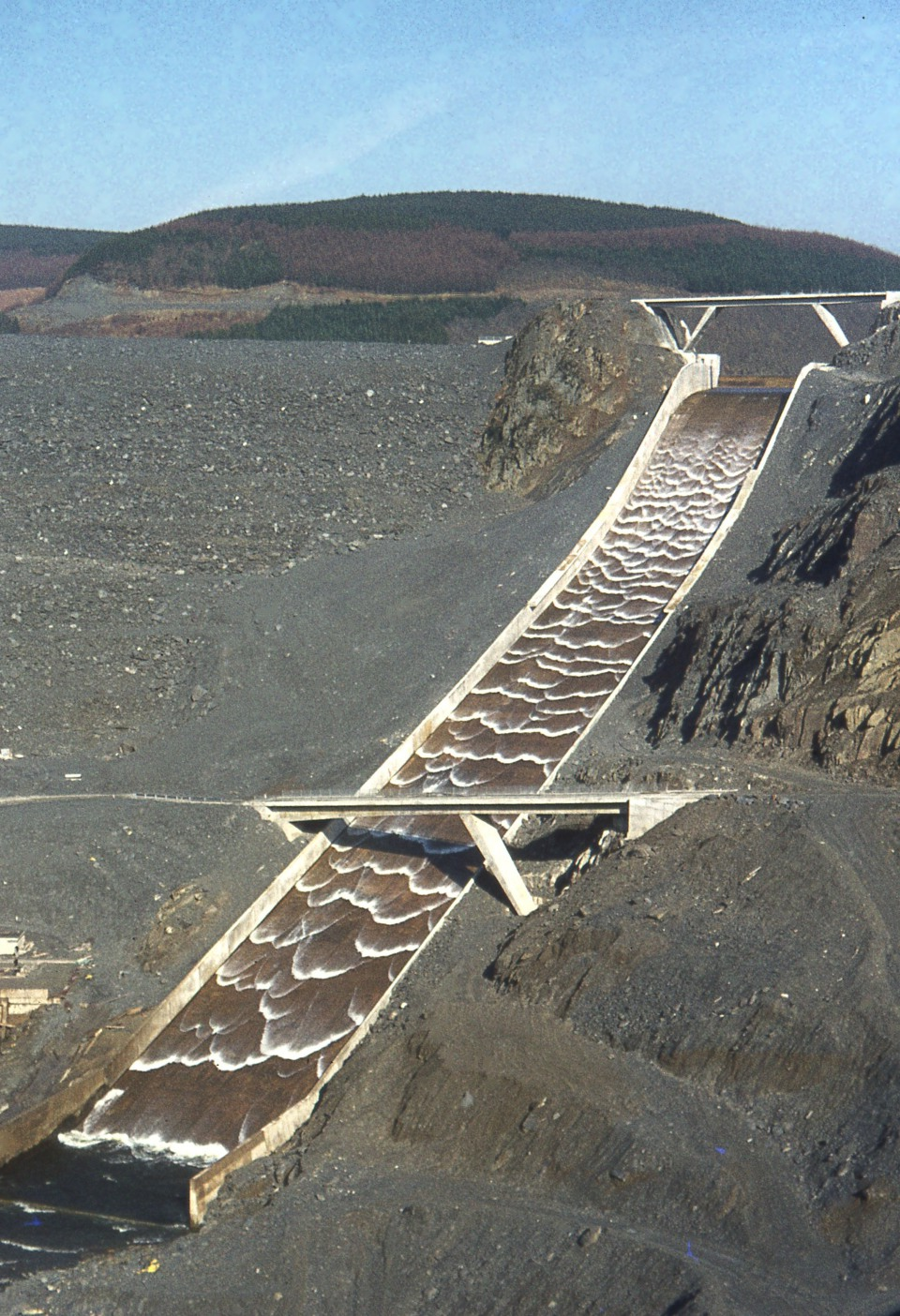
웨일스주의 물넘이

물넘이는 홍수량을 안전하게 유하시켜 저수시설이나 수로를 안전하게 하는 배수시설이다. 수로에서는 일반적으로 수로단면 변화부에 설치하며, 댐에서는 제체재료에 따라 다르나 제체의 일부를 월류시키거나 지반부분에 측구실 물넘이를 설치하는 방법이 채용되고 있다. 유입부의 형식은 월류 형식, 오리피스 형식, 사이펀 형식, 게이트 형식이 있으며, 도류부의 형식에는 터널 형식, 슈트 형식 등이 있다.

## 같이 보기
- 저수지
- 어도